# نانسی اوپل
نانسی اوپل (انگلیسی: Nancy Opel؛ زادهٔ تاریخ ورودی نامعتبر است) خواننده، بازیگر، بازیگر تئاتر، و بازیگر تلویزیون اهل ایالات متحده آمریکا است.